# Hinterbrühl
Hinterbrühl là một thị xã thuộc huyện Mödling trong bang Niederösterreich.